# Claude d'Urre
Claude d'Urre, seigneur de Chaudebonne (né en 1577 au Puy-Saint-Martin - mort en 1644), maréchal des logis de la Garde suisse de Monsieur, Frère du Roi, fut compromis dans la conspiration de Chalais (1626) et incarcéré à la Bastille,. Relevé chevalier des ordres de Madame l'année suivante, il demeura toute sa vie fidèle au service de Gaston d'Orléans, auprès de qui il lança la carrière de Vincent Voiture. Tallemant des Réaux a dit de lui qu'il était le meilleur des amis de Mme de Rambouillet.

## Note
1. ↑  D'après Louis Grégoire, Chalais : Une conspiration sous Richelieu, Nantes, Armand Guéraud, 1855, 375 p., « IV. La Ligue en Bretagne », p. 81.
2. ↑  D'après Sophie Rollin, Le style de Vincent Voiture: une esthétique galante, Publ. Univ. de Saint-Étienne, 2006 (ISBN 2862724076), « Annexe:Principaux destinataires des lettres de Voiture », p. 344.

## Source
- François Tristan L'Hermite, La lyre, Librairie Droz, 1977, « XXXVI. L'Ode à M. de Chaudebonne »